# Agathis malvacearum
Agathis malvacearum är en stekelart som beskrevs av Pierre André Latreille 1805. Agathis malvacearum ingår i släktet Agathis och familjen bracksteklar. Arten är reproducerande i Sverige. Utöver nominatformen finns också underarten A. m. irregularis.